# Svartsö

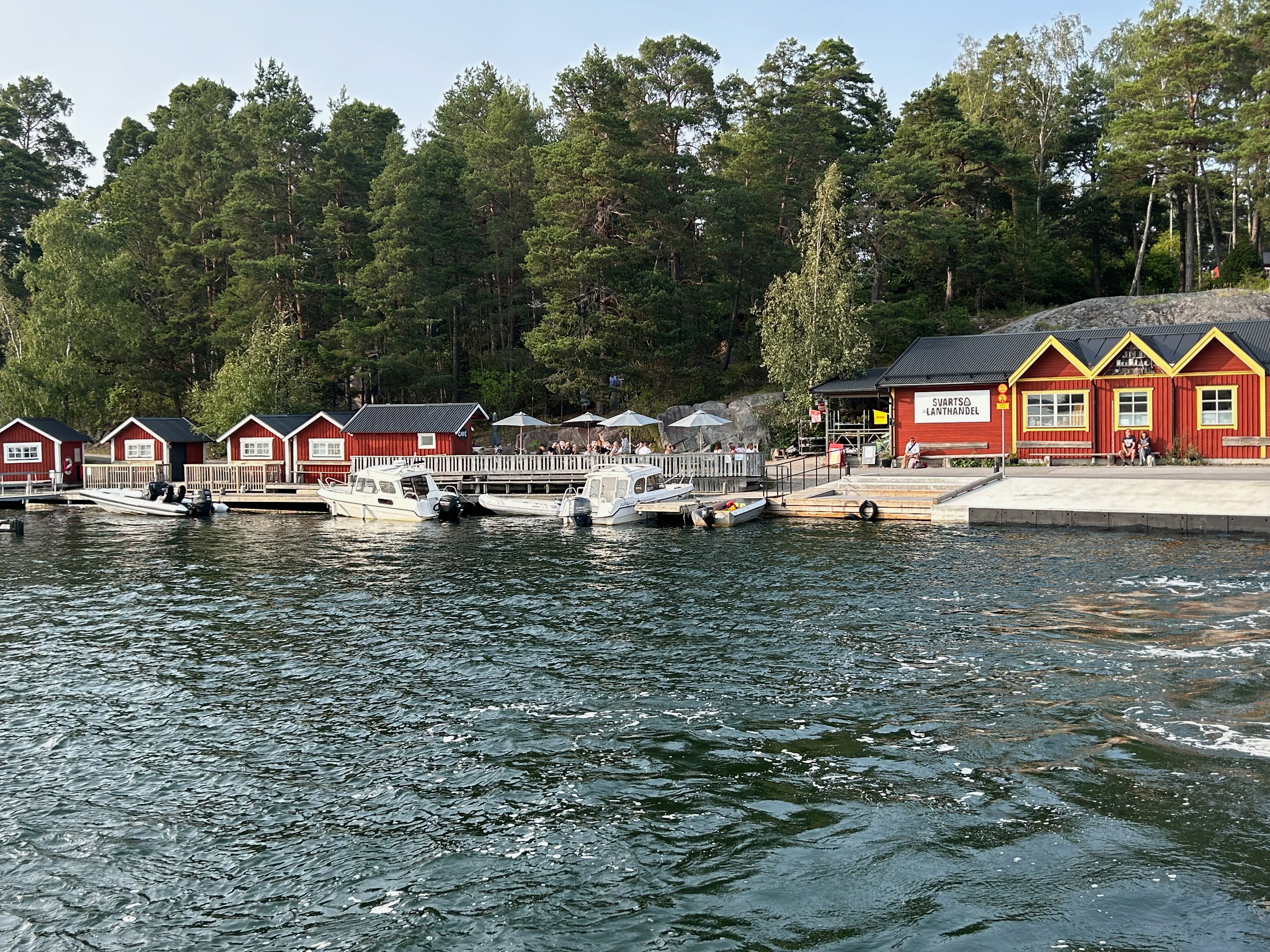
Svartsö vid Alsvik.

Svartsö är en ö i Stockholms skärgård, belägen mellan Möja och Ljusterö och en av de större öarna i den delen av skärgården. Svartsö tillhör Värmdö kommun och ligger cirka 2 distansminuter ost om södra Ljusterö, strax söder om Ingmarsö. Ön är 8 km lång och 1,5 km bred. Svartsö har cirka 40 bofasta personer och har låg- och mellanstadieskola, post, livsmedelsbutik, systembolags- och apoteksombud samt restauranger och hotell med konferensmöjligheter. På sommaren ökar den fasta befolkningen till cirka 800 genom de många fritidshusen som finns på ön. Vägnätet på Svartsö består av grusvägar samt ett stort antal upptrampade stigar. Ön är lättillgänglig för rullstolsburna och handikappanpassad toalett finns vid hotellet.
Sommaren 2014 öppnade ett nybyggt hotell/vandrarhem vid Norra Svartsö brygga på öns norra sida.

## Skälvik
Skälvik - eller som det också stavas: Självik - är en gård i mitten på ön, en ångbåtsbrygga på södra sidan av ön och en vik på norra Svartsö. Bryggan har fått sitt namn efter gården, som är stamfastighet för en stor del av ön. Gården har i sin tur fått sitt namn från viken som har fått namn efter däggdjursarten säl, på roslagsmål kallad själ.

## Alsvik
1732 lät tegelfabrikören och bankmannen Johan Söderling bygga sig ett stenhus i Alsvik på Svartsö. Söderling drev tegelbruket på grannön Stora Hästnacken som var i bruk över hundra år. Mellan stenhuset och Alsviks brygga ligger bygdegården som byggdes på 1880-talet av Missionsförbundet. Bygdegården används idag för möten, fester och utställningar. I Alsvik finns också Ahlsviks gård som är en kopia av länsmansgården i Karlskoga och som uppfördes av Arvid Södergren 1925.

## Naturen

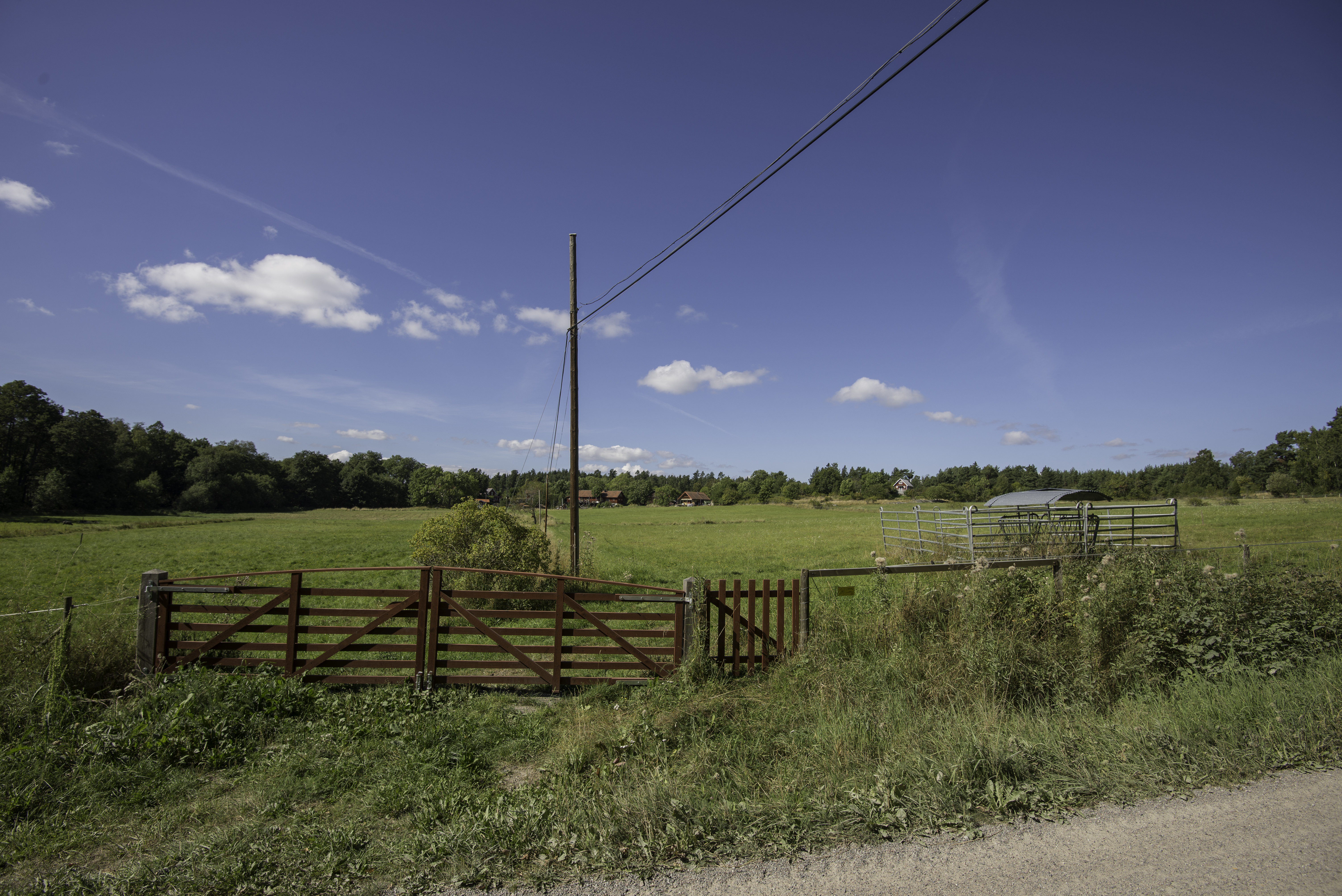
Kulturlandskap på södra Svartsö.

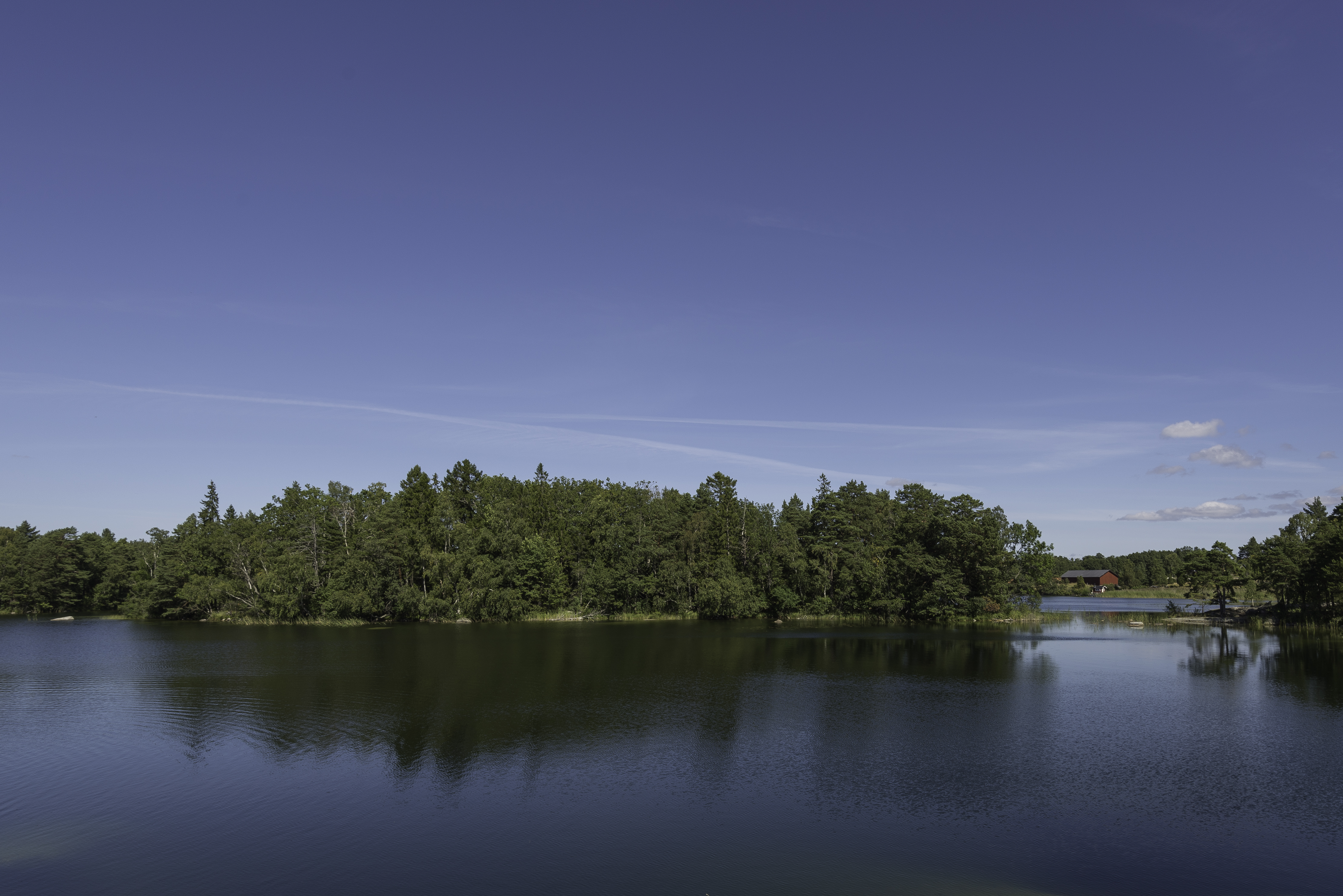
Ön Boholmen i insjön Storträsk.

Svartsö har mycket skiftande natur. Här finns både stora skogar och öppna hagar och ängar. Det finns inget jordbruk på ön men landskapet hålls öppet med frivilliga krafter och inlånade får och kor. Skogen på ön är ganska typisk för öarna i denna del av skärgården. Här finns både gammal granskog och yngre blandskog. På marken kan man hitta blåbär, lingon, ljung, liljekonvalj, orkidéer och svampar. Ön har fem små insjöar varav den största, Storträsket, dessutom har en ö. Ön som heter Boholmen har en egen historia. Det var hit som befolkningen på Svartsö flydde under rysshärjningarna 1719. Här grävde de ner sina ägodelar för att gömma dem för ryssarna. Enligt sägnen kommer en förbannelse att drabba den som försöker leta efter de gömda ägodelarna. I de största insjöarna kan man få se bäver.

## Föreningar
- Svartsö Samfällighetsförening - administrerar vägar och bryggor på ön med alla fastighetsägare som medlemmar
- Svartsörådet - en intresseförening för bofasta och fritidsboende som driver frågor för att utveckla Svartsö som levande skärgårdsö
- Skärgårdsliv på Svartsö - en intresseförening för bofasta och fritidsboende med mål att bevara Svartsös karaktär

## Kommunikationer
Svartsö trafikeras av Waxholmsbolaget med reguljär turlista samt båttaxi till fyra bryggor: Alsvik, Skälvik, Söderboudd och Norra Svartsö. Det finns även två båttaxiföretag som trafikerar Svartsö;  Ingmarsö Sjötjänst AB och SeaCab Möja AB